# Rock N' Roll Racing
Rock N' Roll Racing es un videojuego de carreras con combate lanzado en 1993 para Mega Drive y para SNES. Fue publicado por Interplay y desarrollado por Silicon & Synapse (actualmente Blizzard Entertainment). Se hizo un remake para GBA en 2003.

## Descripción del Juego
El juego pone a cuatro pilotos uno contra otro, pudiendo dos ser controlados por 2 jugadores y el resto se controlador por la IA del juego. Las carreras se miran desde una perspectiva isométrica. La música de fondo consiste en varias temas de heavy metal y rock n' roll (de allí el nombre del juego).
- "Paranoid" de Black Sabbath.
- "Peter Gunn" de Henry Mancini.
- "Highway Star" de Deep Purple.
- "Radar Love" de Golden Earring (sólo en la versión Mega Drive).
- "Born to be Wild" de Steppenwolf.
- "Bad to the Bone" de George Thorogood.

Aunque es un juego de carreras hay un gran énfasis en atacar a los vehículos de los rivales; luego de segundos de haber explotado los autos aparecen con la barra de energía llena, pero pudiendo haber perdido algunos puestos en la carrera. Los jugadores son beneficiados por un bonus monetario (1.000$) por cada vez que hacen explotar un vehículo enemigo usando sus projectiles frontales (y un bonus por cada vez que se saca una vuelta a un rival). Para este fin (la continua destrucción y restauración de los vehículos) las pistas están llenas de minas, ítems para restaurar la energía, y pequeñas porciones de dinero. Otros peligros incluyen charcos de aceite (hacen al vehículo dar vueltas sin control) montañas de nieve (disminuyen la velocidad) y charcos de lava (disminuyen la energía), dependiendo del planeta en donde se esté llevando a cabo la carrera.
Las carreras están comentadas por "Loudmouth Larry" (Larry "Supermouth" Huffman), quien hace comentarios al estilo "Que la carnicería ¡Comience!" (Let the carnage BEGIN!) o "Nick: ¡está a punto de estallar!" (Nick: is about to blow!) en los momentos apropiados de la carrera.
Entre las carreras, los jugadores pueden gastar su dinero que obtuvieron en equipamiento más avanzado para sus vehículos (motores, ruedas, blindaje...) y para incrementar la capacidad de sus armas (misiles, minas...) o de sus tanques de nitro, que pueden llegar hasta siete. En las carreras, se restablecen las cargas en cada vuelta.
Cada carrera tiene 4 vueltas, y se dan premios distintos por cada puesto:
- 1.º: 400 puntos y $10.000
- 2.º: 200 puntos y $7.000
- 3.º: 100 puntos y $4.000
- 4.º: Nada

El dinero se usa para comprar nuevos autos y mejorarlos, y los puntos sirven para pasar a la siguiente división, o al siguiente planeta. En el modo multijugador el jugador puede optar por avanzar y dejar a su amigo que no obtuvo los puntos suficientes, provocando su eliminación del torneo (y por esto, del juego).

### Passwords
Los Passwords se dan al comienzo de una nueva división, y se muestra en el menú de opciones, accesible entre las carreras. Estas claves son complejas, consistiendo en 3 secciones de 4 dígitos, y guardan todo el progreso del jugador: el jugador usado, el vehículo y su color, equipamiento, planeta y división, dificultad y dinero. La versión de GBA usa memoria RAM bajo batería para guardar esta información.
En internet circulan calculadoras para generar passwords a las necesidades de cada jugador.

### Personajes seleccionables
- Snake Sanders (Terra) +1 aceleración +1 velocidad punta.
- Tarquinn (Aurora) +1 velocidad punta +1 viraje.
- Jake Badlands (Xeno Prime) +1 aceleración +1 viraje.
- Katarina Lyons (Panteros V) 1+ salto +1 viraje.
- Ivanzypher (Fleagull) +1 salto +1 velocidad punta.
- Cyberhawk (Serpentis) 1+ aceleración +1 salto.
- Olaf de "The Lost Vikings" (Valhalla) +1 aceleración +1 velocidad punta +1 viraje.

Notas:
- Olaf es un jugador secreto, requiriendo un código para acceder a él (Password: J8!T C0TV WS6M).
- Hay un octavo jugador, al parecer borrado, sin nombre ni foto, que es mejor que Olaf llamado THE PHANTOM. Solamente es posible acceder a él usando un Password, que es T5D7 HQPV SWJ!.

### Vehículos
- "Dirt Devil" 18.000$
- "Marauder" 18.000$
- "Airblade" 70.000$
- "Battletrak" 110.000$
- "Havac" 130.000$

### Curiosidades
- Hay un planeta "secreto" llamado Inferno, cuyo anfitrión es J. B. Slash. Este nivel únicamente es accesible en dificultad "Warrior". Un password posible para jugar en Inferno es HMYR Q8Q5 5TY2.